# Parque nacional Salonga
El Parque nacional de Salonga, en la República Democrática del Congo, está considerado Patrimonio de la Humanidad por la UNESCO desde 1984. Es la mayor reserva natural selvática de África, con 3.600.000 hectáreas, y engloba una parte de las provincias de Kasai, Mai-Ndombe y Tshuapa, en el centro del país.
Constituida por dos partes, prácticamente intactas, de selva tropical húmeda y planicies, principalmente sobre terrenos no pantanosos, el parque protege poblaciones de elefantes y al curioso bonobo (Pan paniscus).
El parque estuvo incluido en la Lista del Patrimonio de la Humanidad en peligro entre 1984 y 1992 debido al retroceso de la población de rinocerontes blancos, que recuperó debido a las acciones del Comité del Patrimonio Mundial, de la IUCN, del WWF, de la Sociedad Zoológica de Frankfort y de las autoridades nacionales. Recientemente, a pesar de todo, la guerra civil llevó a ataques a la infraestructura del parque pero, a pesar de eso, los informes de varias ONG de conservación internacionales indican que el personal del parque está resistiendo eficazmente las tentativas de los cazadores furtivos.

## Ubicación y clima
El Parque Nacional Salonga está ubicado al sur del Ecuador terrestre, aproximadamente entre los paralelos 1° y 3°30′ S y los meridianos 20° y 23° Este. Está formado por dos bloques prácticamente intactos de gran selva tropical de tierras bajas, principalmente sobre terreno pantanoso. Estos dos bloques están separados por un área de aproximadamente 40 km de ancho limitada al norte por el río Loile y al sur por el río Luilaka. Esta zona está excluida del parque porque constituye el único hábitat humano en el área de Monkoto. Aquí se construyeron las aldeas de los desplazados del parque. Más grande que Bélgica, este parque abarca cuatro provincias: la Provincia del Ecuador, donde se encuentra principalmente, Bandundu, Kasai-Occidental y la Provincia Oriental.
El parque nacional de Salonga se encuentra a un altura entre 350 y 700 m sobre el nivel del mar. Con un tamaño total de 36.500 km², dividido en una parte norte y una parte sur por un corredor de unos 40 km de ancho, es el parque nacional de bosques tropicales más grande del mundo. Sus fronteras están formadas principalmente por ríos. En promedio, caen más de 2000 mm de lluvia en un año.

### El sector norte
Ubicado a una altitud de unos 300 m al oeste, se eleva hacia el este donde culmina alrededor de los 350 m. Está, además, completamente cubierta por la selva ecuatorial, tierra seca sobre hidromorfos, antiguamente pastos de los elefantes víctimas de una “enorme presión cinegética” pero de los que aún sobrevivían aquí algunos grupos a principios del siglo XXI.
La parte occidental de este sector tiene la forma de una meseta de muy bajo relieve donde los ríos son muy anchos y tienen un curso extremadamente sinuoso y riberas pantanosas (1 km a 4 km a ambos lados en algunos lugares). En la parte este de este sector hacia la estación de Mondjoku, el relieve va cambiando y la meseta se eleva notablemente; los valles se vuelven escarpados y los ríos fluyen al pie de los acantilados alcanzando a veces una altura de 80 m  Este sector está habitado por los kitawalistas que utilizan cultivos de tala y quema, combinan leña para el fuego y la fabricación de canoas, cosechan miel y sus resultados como incendios, deforestación para el establecimiento de cultivos alimentarios, corte de leña para calefacción).

### El sector Sur
De mayor altitud (aproximadamente 350 m en el Noroeste, culmina en el sureste a aproximadamente 700 m). Abarca la línea de la cordillera que separa las cuencas hidrográficas de los ríos Luilaka al norte, Likoro al oeste y Lukenie al sur. Este sector está habitado por los Yaelima quienes también utilizan el bosque para sus necesidades (alimentación, caza, agricultura, fuego, construcción, canoas). Alrededor del 30% del sector sur está habitado grupos de pigmeos.

## Ecología
Situado en el centro de la Cuenca del Congo, el Parque Nacional de Salonga protege la mayor selva tropical de África y la segunda del mundo. El gran tamaño y la complejidad ecológica de esta selva tropical han permitido que las especies y las comunidades evolucionen relativamente sin ser perturbadas. Como resultado, el parque nacional protege un ecosistema altamente biodiverso y único. De las 735 especies de plantas identificadas en la parte suroeste del parque, el 85% depende de los animales para dispersar sus semillas, un proceso llamado Zoocoria.
Debido al acceso dificultado por la densidad del entorno ecuatorial húmedo, pero también por la presencia de bandas armadas que bloquearon el acceso de las misiones científicas y de conservación al parque, y debido a los límites que plantea el denso dosel en las imágenes de satélite, las especies del parque siguen estando mal inventariadas. Pero de 1997 a 2005, se inventariaron allí 52 especies de mamíferos (incluidos ocho primates) y 132 especies de plantas en 11 sitios, lo que confirma su importancia para la gestión, la restauración y la protección de la biodiversidad en África.

### Fauna
Muchos grandes mamíferos se encuentran en el parque en densidades relativamente altas, incluyendo antílopes bongo, mangabeyes de cresta negra, leopardos y bonobos. La región del sur ha sido el lugar donde se han realizado estudios sobre los bonobos en estado salvaje. Hay poblaciones de bonobos mucho más altas cerca de los asentamientos de los Iyaelima que en otras partes del parque, aparentemente porque los Iyaelima no les hacen daño y están desempeñando un fuerte papel en su conservación. A pesar de la presión de la caza, en el parque sobrevive una población viable de elefantes del bosque.
Otros mamíferos del parque son el mono Dryas, el colobo rojo de Thollon, el leopardo, el pangolín de cola larga, el pangolín gigante, el pangolín arbolícola, la mangosta esbelta de Angola, la jineta acuática, hipopótamo, el gato dorado africano, el potamoquero de río, el duiquero de lomo amarillo, el sitatunga, el okapi, el antílope septentrional, el antílope almizclero enano de agua y el búfalo de bosque.
Hay muchas especies de aves presentes dentro del parque, como la garza bueyera, la cigüeña negra y el tántalo africano. El pavo del Congo, una especie de ave amenazada endémica de la cuenca del Congo y el ave nacional de la República Democrática del Congo, vive tanto en los bosques primarios como en los secundarios del parque.
Se han identificado 56 especies de peces en el parque, incluyendo los peces gato Clarias buthupogon y Synodontis nigriventris.
Los cocodrilos de hocico fino africanos también se encuentran dentro del parque.

### Flora
El Parque Nacional abarca más de un tercio del inmenso bloque forestal Salonga-Lukenie-Sankuru y es la segunda mayor reserva de selva tropical casi intacta del mundo. También se encuentra dentro de un Centro de Diversidad Vegetal de WWF/UICN. Sus altos árboles (hasta 45 m) de bosque ecuatorial cubren la mayor parte de la zona, variando su composición según la geomorfología.
Los principales tipos de bosque son los pantanosos, los fluviales y los de tierras secas. El bosque ombrófilo perennifolio de tierras bajas está dominado por rodales bien desarrollados de Gilbertiodendron dewevrei con G. ogoouense y Brachystegia laurentii. Los bosques semicaducifolios cubren casi todas las zonas entre los ríos y se componen principalmente de Staudtia stipitata, Polyalthia suavaeolens, Scorodophloeus zenkeri, Anonidium mannii y Parinari glaberrimum. Las comunidades pioneras o transitorias se encuentran a lo largo de las orillas de los ríos, e incluyen Macaranga lancifolia, Harungana madagascariensis, Uapaca heudelotii y Parinari congensis. Las especies forestales inundables son Oubanguia africana, Scytopetalum pierrianum y Guibourtia demeusei. Las especies de bosques pantanosos son Entandophragma palustre, Coelocaryon botryoides y Symphonia globulifera. Los pastizales cubren menos del 0,5% de la superficie del parque; en el bloque norte se conocen localmente como botoka-djoku o baño de elefantes. Las poáceas y las ciperáceas se dan en suelos húmedos. En el sur hay claros de sabana naturales pero mantenidos por el hombre, denominados esobe. Hay algunos bosques secundarios en terrenos alterados.

## Gestión
El parque se rige por una ordenanza ley 70-318 del 30/11/1970 y por la ley 69-041 del 28/08/1969, sobre la conservación de la naturaleza en la República Democrática del Congo. Un “Comité de Coordinación del Sitio” (COCOSI) reúne a los socios del parque, al administrador del sitio y a sus colegas una o varias veces al año. En 2016, ICCN y WWF firmaron un acuerdo para que la ONG cogestione el parque con la organización encargada de la conservación de los espacios naturales del Congo.

## Abusos cometidos por los guardas forestales, denunciados por el “informe Pillay”
Un informe denominado “Informe Pillay” (que lleva el nombre de la jurista sudafricana Navanethem Pillay, Alta Comisionada para los Derechos Humanos de las Naciones Unidas) denunció crímenes (asesinato, secuestro, tortura) y otros abusos graves de los derechos humanos (agresiones y agresiones) por parte de los guardias de este parque, entre los abusos observados en varios parques nacionales donde WWF es socio administrador, dentro de un tenso contexto de restricción de libertades en el país. Otro informe de la Oficina del Alto Comisionado de las Naciones Unidas para los Derechos Humanos (ACNUDH) y de la Misión de las Naciones Unidas en la República Democrática del Congo (MONUSCO), elaborado en 2017, informó de fuertes restricciones por parte del Estado al derecho a la libertad de reunión pacífica, acompañada de “graves violaciones de los derechos humanos cometidas por elementos de los servicios de seguridad y de las fuerzas de defensa de la República Democrática del Congo”, aprovechando la represión ilegal y desproporcionada, alentada por un despliegue masivo de las Fuerzas Armadas junto a la Policía, durante las manifestaciones civiles pacíficas, organizadas entre enero de 2017 y enero de 2018 para impugnar, en particular, el aplazamiento de las elecciones, que habían permitido al presidente Joseph Kabila permanecer en el poder, mientras su segundo mandato estaba terminado.
El primer informe, elaborado por un grupo de investigadores independientes que trabajaron bajo los auspicios de tres abogados especializados (Navanethem Pillay, el profesor Knox y la doctora Kathy Mackinnon), critica al Fondo Mundial para la Naturaleza (WWF) por permanecer en silencio.
El WWF se justificó considerando que los derechos humanos son responsabilidad del Estado congoleño, aquí representado por el Instituto Congolés para la Conservación (ICCN), que se encarga de la gestión de los guardas forestales. Tras la publicación del informe, el WWF estimó que el ICCN “debe utilizar todas las regulaciones para establecer responsabilidades y sancionar a los agentes y ecoguardias involucrados en violaciones de derechos humanos en el Parque Nacional Salonga”. El WWF, en un comunicado, invitó a la ICCN a recurrir a sanciones disciplinarias, a elegir mejor los criterios antes de contratarlos, a mantener el control sobre todos los ecoguardias del parque Salonga y de otros parques del país, comprobando sus competencias profesionales previas y conducta y fomentando la presencia de mujeres de la comunidad indígena en el mercado laboral.
A finales de 2020, Irène Wabiwa Betoko (responsable del proyecto internacional para el bosque de la Cuenca del Congo, para Greenpeace-África) denunció el modelo “colonial” de “Fortaleza para la Conservación” utilizado en el Parque y pidió a WWF que pidiera disculpas a los supervivientes de las inundaciones humanas. Abusos de derechos atribuidos a ecoguardias que fueron financiados y equipados en parte por WWF.

## El caso particular del bonobo
Esta especie es emblemática para el Parque, porque fue creada en 1970 como reserva natural para los bonobos (y el elefante de bosque Loxodonta cyclotis), y porque es especialmente vulnerable (es uno de los dos grandes simios más amenazados de África). con el gorila de montaña africano (Gorilla beringei). Este parque alberga varios “puntos críticos” de poblaciones de bonobos, descubiertos por Blake (2005) y Reinartz et al (2006) y, en teoría, constituye el área de hábitat de bonobos más grande, oficialmente no perturbada y protegida.
La buena gestión y el cumplimiento de los planes de acción de conservación de los bonobos implican la realización de estudios regionales de distribución (según una metodología revisada en 2008),  y abundancia de especies, con el fin de identificar poblaciones prioritarias para proteger y adaptar programas de conservación a escalas relevantes. pero gran parte del parque sigue siendo de muy difícil acceso. Sin embargo, sabemos que los bonobos se asocian con mayor frecuencia con bosques mixtos maduros con sotobosque herbáceo (Marantaceae) (36,8%), por delante de bosques con sotobosque leñoso (23,6%) y bosques secundarios antiguos con sotobosque de Marantaceae (10,5%) y zonas de anidación. los sitios sólo se encuentran en estos tres tipos de bosques (a veces llamados “bosques de anidación”); los nidos fueron más comunes en bosques mixtos maduros/marantáceas.
La densidad de nidos se correlaciona positivamente con el tamaño de los parches intactos de estos “bosques de anidación”, lo que implica que la ecología del paisaje forestal (a través de los factores tamaño, forma, condición y tipo de parches de bosque) influye en la densidad de los bonobos. Y es probable que una mayor disponibilidad de recursos (comida y anidación) induzca o permita un tamaño de grupo mayor. Los investigadores también confirmaron en el parque “una asociación inversa significativa entre la densidad de bonobos y la presencia humana”.